# Mastodon (phần mềm)
Mastodon là một dịch vụ mạng xã hội tự do nguồn mở hoạt động với hình thức tự lưu trữ (self-hosting). Nó cho phép bất cứ ai cũng có thể xây dựng một hệ thống máy chủ độc lập bên trong mạng lưới. Thành viên trong một hệ thống máy chủ có thể kết nối liền mạch với thành viên những hệ thống máy chủ khác.
Linh vật của Mastodon là chú voi răng mấu có lông xoắn, đôi khi ôm một chiếc máy tính bảng hoặc điện thoại thông minh.

## Tính năng
Mastodon phát hành lần đầu tiên vào tháng 10 năm 2016 và dần mở rộng vào tháng 4 năm 2017.

### Giao diện người dùng

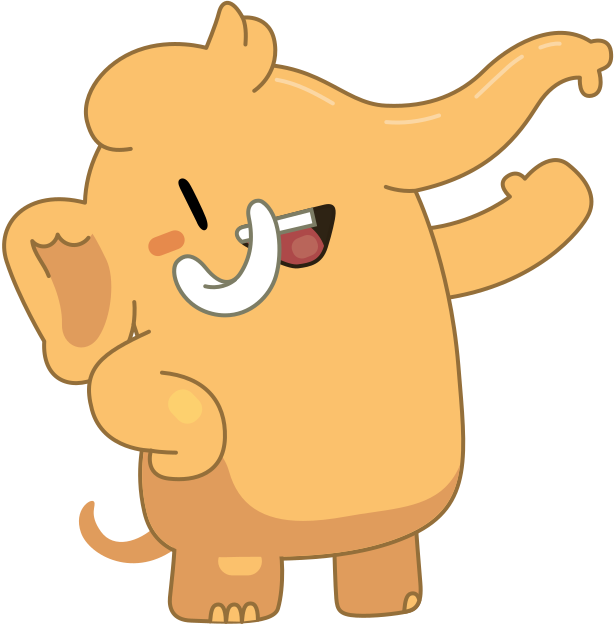
Linh vật voi răng mấu

Mastodon có những tính năng tiểu blog tương tự như Twitter là đăng tút (văn bản), hình ảnh, video và âm thanh. Bên cạnh đó, người dùng còn thể nhắn tin hoặc tạo những cuộc bình chọn. Những bài đăng của người dùng được gọi là Tút, chứa tối đa 500 ký tự và có thể thiết lập các chế độ công khai hoặc riêng tư tùy ý. Tuy nhiên, quản trị viên của các máy chủ có thể chỉnh sửa mã nguồn để tăng giới hạn này.
Từ phiên bản 2.9.0, Mastodon mặc định sử dụng giao diện một cột cho người mới sử dụng. Khi chuyển sang chế độ nhiều cột, giao diện người dùng của Mastodon gần giống như TweetDeck của Twitter. Trên dòng thời gian, những tút có thể hiển thị với tính năng cảnh báo "nội dung nhạy cảm". Khi chọn tùy chọn này, những người xem phải click vào nội dung đã bị làm mờ mới có thể xem được toàn bộ.
Mastodon lưu trữ cục bộ các tin nhắn và sắp xếp dòng thời gian theo thời gian thực.

### Hệ thống máy chủ
Kể từ phiên bản 1.6, những máy chủ hoạt động trên Mastodon đều sử dụng giao thức ActivityPub. Vì vậy, người dùng Mastondon có thể giao tiếp với người dùng các nền tảng mở khác sử dụng chung giao thức ActivityPub như PeerTube, Pixelfed, Friendica.
Mastodon hoạt động theo kiểu mạng xã hội liên hợp, mỗi người dùng là thành viên của một hệ thống máy chủ độc lập. Những hệ thống máy chủ lớn như Gab, Pawoo có gần 545,000+ người dùng vào thời điểm tháng 5 năm 2019. Một số khác thì dựa trên sở thích chung, như meme, trò chơi điện tử, hoặc công nghệ.
Những hệ thống máy chủ này đóng vai trò như một nút mạng trong mạng máy tính. Mỗi hệ thống máy chủ có những Bộ quy tắc ứng xử, Điều khoản sử dụng và Chính sách quản lý riêng. Ví dụ như Mastodon.social thì ngăn cấm những nội vi phạm luật pháp của Đức và Pháp, bao gồm những biểu tượng phát xít, việc chối bỏ vụ diệt chủng Holocaust và phân biệt chủng tộc. Người dùng có thể được cho phép chia sẻ nội dung từ hệ thống máy chủ khác hoặc không.
Người dùng cũng có thể ẩn hoặc chặn người dùng khác, kể cả quản trị viên.
Điều này khác với mạng xã hội truyền thống ở chỗ cho phép người dùng tự do lựa chọn hoặc rời bỏ một máy chủ bất kỳ mà không phải chịu chấm dứt hẳn quyền truy cập vào mạng xã hội Mastodon.

## Những máy chủ lớn
Năm 2017, Pixiv phát triển mạng xã hội "Pawoo" dựa trên mã nguồn mở của Mastodon. Công ty Nhật Bản Russell đã mua lại "Pawoo" vào năm 2019.
Mạng xã hội Gab thay đổi nền tảng của họ, dùng mã nguồn của Mastodon và trở thành máy chủ có số lượng người dùng lớn nhất vào tháng 7 năm 2019. Những nhà phát triển Mastodon phát biểu rằng họ "hoàn toàn đối lập với dự án và lý tưởng của Gab", đồng thời cáo buộc Gab "kiếm tiền nhờ nội dung phát xít núp bóng tự do ngôn luận" cũng như "thu phí những tính năng miễn phí cơ bản của Mastodon".
Mạng xã hội Truth Social được thành lập vào tháng 2 năm 2021 bởi cựu Tổng thống Mỹ Donald Trump cũng dựa trên mã nguồn mở của Mastodon. Tuy nhiên, nó đã loại bỏ một số tính năng, bao gồm khả năng liên hợp với các máy chủ khác, tính năng tạo thăm dò ý kiến và tùy chọn hiển thị bài đăng.

## Sự đón nhận
Tháng 11 năm 2017, những nghệ sĩ, nhà văn, doanh nhân như Chuck Wendig, John Scalzi, Melanie Gillman và sau là John O'Nolan (nhà sáng lập Ghost CMS) tham gia Mastodon.
Số người dùng toàn cầu từ 766,500 vào ngày 1 tháng 8 năm 2017 đã chạm mốc 1 triệu vào ngày 1 tháng 12 cùng năm.
Vào tháng 4 năm 2018, lượng người dùng Mastodon đột ngột tăng cao bởi phong trào #deletefacebook.
Thông báo cấm nội dung người lớn của Tumblr vào tháng 12 năm 2018 cũng khiến một số lượng lớn người dùng Tumblr chuyển sang Mastodon.
Nhiều người dùng Twitter Ấn Độ mang xu hướng chính trị cánh tả cũng chuyển sang dùng Mastodon sau khi cho rằng Twitter chỉ kiểm duyệt tài khoản của những người dùng tầng lớp xã hội thấp.
Cơ quan giám sát bảo vệ dữ liệu châu Âu (EDPS) có một máy chủ Mastodon riêng (được gọi là EU Voice) sử dụng như kênh truyền thông chính thức của các tổ chức, cơ quan thuộc Liên minh Châu Âu (EUIs).
Tính đến Tháng Một 2024, Mastodon hỗ trợ 93 ngôn ngữ, trong đó có Tiếng Việt và 3 triệu người dùng hoạt động thường xuyên.